# Banvillars
Banvillars é uma comuna francesa na região administrativa de Borgonha-Franco-Condado, no departamento do Território de Belfort. Estende-se por uma área de 4.67 km². Em 2010 a comuna tinha 297 habitantes (densidade: 63,6 hab./km²).